# Pseudorhiza (djur)
Pseudorhiza är ett släkte av maneter. Pseudorhiza ingår i familjen Lychnorhizidae.
Kladogram enligt Catalogue of Life:
| Pseudorhiza | \| \| Pseudorhiza aurosa \| \| \| \| \| \| Pseudorhiza haeckeli \| \| \| \| |
|             | \| \| Pseudorhiza aurosa \| \| \| \| \| \| Pseudorhiza haeckeli \| \| \| \| |
|             | Anomalorhiza                                                                |
|             |                                                                             |
|             | Lychnorhiza                                                                 |
|             |                                                                             |
|             | Pseudorhiza aurosa                                                          |
|             |                                                                             |
|             | Pseudorhiza haeckeli                                                        |
|             |                                                                             |

|  | Pseudorhiza aurosa   |
|  |                      |
|  | Pseudorhiza haeckeli |
|  |                      |